# Suctobelbella ornata
Suctobelbella ornata är en kvalsterart som först beskrevs av Krivolutsky 1966.  Suctobelbella ornata ingår i släktet Suctobelbella och familjen Suctobelbidae. Inga underarter finns listade i Catalogue of Life.